# Dads (serie de televisión)
Dads (estilizada como dads) es una comedia de situación estadounidense estrenada el 17 de septiembre de 2013 por FOX.
La serie fue creada por Alec Sulkin y Wellesley Wild, siguiente Warner y Eli, dos desarrolladores de videojuegos de éxito cuya vida se ve alterada de forma inesperada cuando sus padres van a vivir con ellos. Sulkin y Wild también son los productores ejecutivos. El espectáculo se registra frente a un público en vivo.

## Reparto
- Seth Green como Eli Sachs.
- Giovanni Ribisi como Warner Whittemore.
- Brenda Song como Veronica.
- Tonita Castro como Edna.
- Peter Riegert como David Sachs.
- Martin Mull como Crawford Whittemore.

## Episodios
| Temporada | Temporada | Episodios | Emisión original         | Emisión original    |
| Temporada | Temporada | Episodios | Inicio                   | Final               |
| --------- | --------- | --------- | ------------------------ | ------------------- |
|           | 1         | 19        | 17 de septiembre de 2013 | 16 de julio de 2014 |